# Behemoth – Monster aus der Tiefe
Behemoth – Monster aus der Tiefe (Originaltitel: Behemoth) ist ein US-amerikanisch-kanadischer Horrorfilm aus dem Jahr 2011.

## Handlung
In der Kleinstadt Ascension treten verstärkt Erdbebenereignisse auf. Diese rufen zwei Agenten auf den Plan, welche in einer offenbar geheimen Mission den neben der Stadt gelegenen Berg Mt. Lincoln untersuchen. Dabei kommen sie unter mysteriösen Umständen zu Tode und lassen einen Koffer am Berg zurück. Der Waldarbeiter Thomas Walsh ist mit seinen Mitarbeitern ebenfalls am Mt. Lincoln, als einer seiner Kollegen von einem Ast getroffen wird. Als dieser sich, augenscheinlich nur leicht verletzt, auf den Boden legt, stirbt er innerhalb weniger Minuten. Auch die Geologin Emily kommt wegen der Erdbeben zum Mt. Lincoln. Thomas’ Schwester Grace, die mit ihrem Vater William ebenfalls in Ascension wohnt, bricht gegen den Rat ihres Bruders mit ihrem Freund zu einem Campingausflug auf den Mt. Lincoln auf, während William, scheinbar nicht ganz Herr seiner Sinne, von einem Wesen redet, welches die Menschheit vernichten wird.
Die Erdbeben häufen sich weiter. Emily entdeckt, dass gefährliche Mengen Kohlendioxid aus dem Berg strömen. Thomas wird unterdessen von Agent Jack Murray angeheuert, um den Koffer der beiden anderen Agenten zu bergen. Als Grace und ihr Freund ihr Zelt aufschlagen, werden sie auf einmal von einem riesigen Auge durch ein Loch in der Felswand beobachtet, unmittelbar danach greift sie ein monströses Tentakel an. Jack offenbart Thomas, dass unter Mt. Lincoln ein riesiges Ungeheuer namens Behemoth haust, das mit seinen Tentakeln die gesamte Erde umspannt und die Menschheit vernichten wird. Die einzige Waffe gegen das Ungeheuer befindet sich im Koffer der Agenten.
Die Erdbeben werden immer stärker und zerstören große Teile der Stadt, bis schließlich Behemoth aus dem Mt. Lincoln hervorbricht. Thomas, der inzwischen die Kiste gefunden hat, gelingt es mit der Waffe und mit Hilfe von Emily und Grace, das Ungeheuer zu vernichten.

## Rezeption
Die Redaktion von Kino.de beschreibt Behemoth als „effektvoll[en], aber überraschungsfrei in neblige Hinterwaldszene gesetzten Low-Budget-Weltuntergangsthriller“, an dem „nichts neu oder besonders“ sei, der Fans von Trashfilmen jedoch gefallen sollte. Die Website bereitsgetestet.de bewertet Behemoth als „leider etwas zu bieder und sich selbst zu ernst nehmend“, worunter vor allem der Unterhaltungsfaktor des Films zu leiden habe, und das „trotz eines grundsätzlich vielversprechenden und cool animierten Monsters“. Christoph Uitz von moviebreak.de lobt die Grundidee von Behemoth, kritisiert den Film als Ganzes jedoch als „schnell heruntergekurbeltes Machwerk, ohne besondere Storykniffe oder nachhaltig im Gedächtnis bleibende Dialogzeilen“.

## Produktion
Die Dreharbeiten zu Behemoth – Monster aus der Tiefe fanden in Squamish, einer Stadt in der Provinz British Columbia im Westen Kanadas statt. Das Budget des Films betrug etwa 1,3 Millionen US-Dollar.
Schauspieler William B. Davis erlangte internationale Bekanntheit durch seine Darstellung des „Krebskandidaten“ in der US-amerikanischen Fernsehserie Akte X – Die unheimlichen Fälle des FBI.